# Edward Ravasi
Edward Ravasi (Besnate, 5 de junio de 1994) es un ciclista profesional italiano que desde 2023 corre para el equipo Hrinkow Advarics.

## Palmarés
2016 (como amateur)
- 1 etapa del Giro del Valle de Aosta
- 1 etapa de la Vuelta al Bidasoa[1]

## Resultados en Grandes Vueltas
Durante su carrera deportiva ha conseguido los siguientes puestos en las Grandes Vueltas. 
| Carrera | Carrera         | 2017 | 2018 | 2019 | 2020 | 2021 | 2022 | 2023 |
| ------- | --------------- | ---- | ---- | ---- | ---- | ---- | ---- | ---- |
|         | Giro de Italia  | 80.º | —    | —    | —    | 46.º | —    | —    |
|         | Tour de Francia | —    | —    | —    | —    | —    | —    | —    |
|         | Vuelta a España | —    | 39.º | —    | —    | —    | —    | —    |

—: no participa

Ab.: abandono